# Кара, Сократ Сетович
Сократ Сетович Кара (настоящее имя и фамилия — Сократ Сетович Кара-Дэмур Вартанян) (арм. Սոկրատ Սեթի Կարա (Կարա-Դեմուր)) (31 декабря 1911, Карс, Российская империя — 9 января 1977, Ленинград, СССР) — русский советский прозаик, критик, драматург и сценарист, фронтовой корреспондент. Заслуженный работник культуры РСФСР (1974). Член Союза писателей СССР (с 1943).

## Биография
Родился 31 декабря 1911 года в Карсе. Родители были курдского происхождения, но говорили по-армянски и считали себя армянами. В 1914 году семья эвакуировалась в Тифлис, затем обосновалась в Александрополе. Отец был мобилизован, дослужился до офицера, после революции служил в Красной армии.
Учился в педагогическом техникуме в Ленинакане, затем в Армянском педагогическом училище в Тифлисе, которое окончил в 1929 году. В том же году поехал в Ленинград поступать в университет, но не был принят. Работал на заводах «Лензос» и «Большевик» фрезеровщиком. Был членом комитета комсомола, редактором молодёжной страницы заводской многотиражки.
Литературным творчеством начал заниматься в 1933 году (рассказы в журнале «Юный пролетарий»). Работал в редакции газеты «Смена» (1934—1936), заведующим отделом литературы и искусства газеты «Ленинградская правда» (1936—1939), старшим редактором сценарного отдела киностудии «Ленфильм» (1939—август 1941).
В 1941 году в связи с началом войны ушёл добровольцем на фронт. Заведующий военным отделом и ответственный секретарь газеты «Смена» (ноябрь 1941—февраль 1942), затем корреспондент газеты Ленинградского фронта «На страже Родины». В день прорыва блокады Ленинграда, идя вслед за наступающей пехотой, был тяжело контужен (при взрыва снаряда, упавшего сзади, поясничные позвонки разошлись, а, сойдясь, защемили часть волокон спинного мозга) и по состоянию здоровья демобилизован в 1943 году. Став в том же году членом Союза писателей СССР, Кара продолжал активную литературную деятельность.
После войны был начальником сценарного отдела «Ленфильма» (1946—1950), референтом по драматургии и критике Ленинградского отделения Союза писателей (1951—1954). С 1955 года — член редколлегии журнала «Нева», где заведовал отделами искусства, критики, прозы. Уже в конце 50-х состояние здоровья Кары ухудшилось, и с 1962 года нижняя половина тела оказалась полностью парализованной. Но Кара и в лежачем состоянии оставался самым активным членом редколлегии журнала «Нева», в которой состоял до самой кончины.
Написал ряд сценариев для кинематографа. Его фильм «Зимнее утро» о девочке-сироте в блокадном Ленинграде получил приз на VI международном кинофестивале в Москве (1969).
Скончался он 9 января 1977 года в Ленинграде. Похоронен в Комарове.

## Фильмография

### Сценарист
- 1954 — Большая семья (оригинальный текст — Всеволод Кочетов)
- 1957 — Степан Кольчугин (оригинальный текст — Василий Гроссман)
- 1962 — Серый волк (оригинальный текст — Евгений Пермяк)
- 1966 — Зимнее утро (оригинальный текст — Тамара Цинберг)
- 1968 — Десятая доля пути (оригинальный текст — Петр Межирицкий)

## Награды
- Заслуженный работник культуры РСФСР (25.01.1974).
- Орден Красной Звезды (17.02.1944)[2].
- Медаль «За оборону Ленинграда»[2].